# Пужак, Казимеж
Кази́меж Пу́жак (пол. Kazimierz Pużak; 26 августа 1883, Тернополь — 30 апреля 1950, Равич) — польский социалист, активист борьбы за независимость, участник революции 1905 года. Видный деятель Польской социалистической партии (PPS), организатор партийных военизированных формирований. Политзаключённый в Российской империи. Депутат сейма Второй Речи Посполитой. В годы Второй мировой войны — один из лидеров польского антинацистского сопротивления, основатель и генеральный секретарь PPS-WRN, участник Варшавского восстания. После ареста госбезопасностью СССР осуждён по Процессу шестнадцати. Амнистирован в СССР, вновь арестован польской коммунистической госбезопасностью. Погиб в тюрьме. Посмертно награждён высшим орденом Польши.

## Происхождение и начало
Родился в семье каменщика. Отец Казимежа Пужака — Войцех Пужак — был поляком, мать — Марцеля Пужак — этнической украинкой. После школы поступил на юридический факультет Львовского университета.
16-летним школьником Казимеж Пужак примкнул к польской подпольной организации. В 1904 вступил в Польскую социалистическую партию.

## Революционер-боевик
Казимеж Пужак активно участвовал в революционных выступлениях 1905—1907. Полностью поддерживал Юзефа Пилсудского, принадлежал к его близкому окружению. В 1906 участвовал в создании партии сторонников Пилсудского PPS-революционная фракция.
Был партийным боевиком, одним из организаторов военно-революционной группы в Лодзи. Вместе с Генриком Минкевичем в 1909 Казимеж Пужак совершил в Риме убийство Эдмунда Тарантовича, связанного с царской охранкой. Курировал также агитационную работу. Носил партийные псевдонимы Popielec, Siciński.
3 апреля 1911 был арестован в Лодзи. 8 мая 1913 осуждён Варшавским судом на 8 лет каторги. Находился в варшавских и петербургских тюрьмах, в 1915 переведён в Шлиссельбургскую крепость.
Освобождён в Февральскую революцию. Состоял в руководящем органе PPS. Был членом Совета польских революционно-демократических организаций и Ликвидационной комиссии Царства Польского (орган Временного правительства по делам польской независимости). Редактировал газету Głos Robotnika i Żołnierza.

## Социалистический политик
В 1918 Казимеж Пужак занял пост госсекретаря почтово-телеграфного министерства в правительстве социалиста Енджея Морачевского. Оставался видным руководящим деятелем PPS.
Пужак был противником польско-советской войны, но при вторжении РККА в Польшу активно участвовал в организации обороны. Был заместителем председателя военного отдела PPS и Рабочего комитета обороны Варшавы. Год спустя, в июле 1921, организовывал помощь антигерманскому восстанию поляков в Силезии. Он всячески поддерживал гражданские социальные инициативы, особенно рабочую кооперацию. Депутатское посредничество Пужака предотвратило кровопролитие во время забастовки в Ченстохове 1923.
С 1921 по 1939 Казимеж Пужак — генеральный секретарь Центрального исполнительного комитета PPS. В 1919—1935 — депутат сейма от Домбровского угольного бассейна и Ченстохова.
Первоначально Казимеж Пужак поддержал Майский переворот маршала Пилсудского. Однако при конфликте PPS с маршалом Пужак взял сторону партии, осуждая авторитаризм и консерватизм Пилсудского.

С его победой были связаны надежды на лучшее будущее, тем более, что крайняя реакция расценивала Пилсудского как врага. Эти надежды не оправдались. Пилсудский и его последователи порвали не только с PPS и демократией, но и со своим легионерским прошлым.

Казимеж Пужак

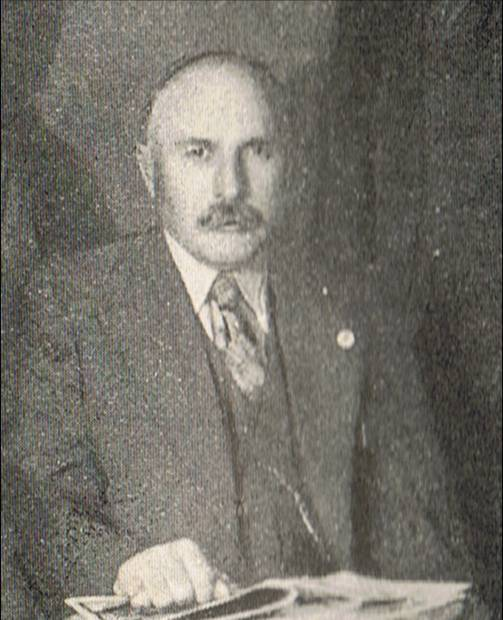
Казимеж Пужак. 1935 год

Во второй половине 1920-х и в начале 1930-х Казимеж Пужак находился в активной оппозиции Пилсудскому и режиму Санации. В то же время Пужак был противником блокирования социалистов с правыми националистами и коммунистами, даже на время борьбы с авторитарным правительством.
Пужак состоял в парламентских комитетах по административным, военным, правовым и законодательным делам, а также специальных комиссий по состоянию мест заключения и по реорганизации госучреждений. В середине 1930-х был одним из организаторов партийного вооружённого формирования «Социалистическое действие».

## Антинацистский подпольщик
При оккупации Польши вермахтом в сентябре 1939 Казимеж Пужак не признал решения руководства PPS о приостановке деятельности партии. В октябре 1939 он инициировал создание подпольной Польской социалистической партии — Свобода, Равенство, Независимость (PPS—WRN). Носил подпольные псевдонимы Bazyli, Grzegorz, Seret, выступал под вымышленными именами Казимеж Базилевский и Казимеж Бучак.
Являлся фактическим лидером организации, её генеральным секретарём и командующим партийной армией — Гвардией Людовой WRN. Ближайшими соратниками Пужака по подпольному руководству были ветераны-боевики PPS Зигмунт Заремба, Тадеуш Штурм де Штрем, Антоний Пайдак.
В 1940—1941 и 1943—1944 Казимеж Пужак представлял PPS—WRN в межпартийном Политическом координационном комитете. С января 1944 года — председатель Совета национального единства, своего рода «подпольного парламента».
В июне 1944 Пужаку было предложено стать преемником президента Польши в изгнании и перебраться в Лондон. Пужак отказался от этого предложения (в Лондон отправился Томаш Арчишевский), дабы остаться в Польше. Лично участвовал в Варшавском восстании. После подавления сумел выбраться из разрушенного города и продолжал подпольную борьбу.

## Социалист-антикоммунист
Социалист Казимеж Пужак был убеждённым антикоммунистом. Он был категорически против союза или сближения с коммунистической ППР, в которой к тому же видел советскую агентуру в Польше. На этой почве Пужак конфликтовал с некоторыми влиятельными деятелями послевоенной PPS — Адамом Прухником, Генриком Ваховичем, Юзефом Циранкевичем. По мере продвижения советских войск в 1944 в польской соцпартии усиливалось прокоммунистическое крыло. На партийном съезде в Люблине было принято решение о союзе с ППР.
27 марта 1945 группа деятелей PPS-WRN во главе с Казимежем Пужаком и Антонием Пайдаком была арестована МГБ СССР на встрече в Прушкуве. Суд состоялся в Москве. На Процессе шестнадцати всем были вынесены обвинительные приговоры. Однако Пужака сравнительно быстро амнистировали, после чего он вернулся в Польшу.

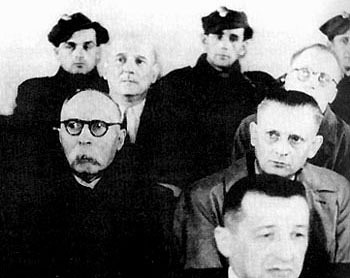
Процесс PPS—WRN. Казимеж Пужак во втором ряду слева (в очках)

Коммунистические власти рассматривали лидеров и активистов PPS-WRN как потенциально опасных противников (особенно в контексте разворачивающегося антикоммунистического партизанского движения).

Пужак был воплощением того, что коммунисты больше всего стремятся уничтожить.

Норман Дэвис

В ноябре 1947 года Казимеж Пужак, Тадеуш Штурм де Штрем и группа их соратников были арестованы польской госбезопасностью. На следующий год состоялся показательный процесс. Пужак держался твёрдо, правомочность судей не признавал, показания давать отказался:

Я римский католик польской национальности. Больше, господа, мне нечего вам сказать.

Суд приговорил Казимежа Пужака к 10 годам заключения. Он был помещён в тюрьму Равича. 30 апреля 1950 года получил серьёзную травму от надзирательского толчка на лестнице. Из-за отсутствия медицинской помощи через несколько дней скончался. Был тайно похоронен на кладбище Старые Повонзки.

## Память и награды
Незадолго до повторного ареста в 1947 Казимеж Пужак написал свои военные воспоминания. Агенты госбезопасности не смогли обнаружить спрятанную рукопись. В 1974 вдова автора Ядвига Пужак переправила воспоминания мужа во Францию, где они были изданы три года спустя. В 1980-х мемуары Пужака издавались польским самиздатом, а в 1989 впервые официально увидели свет в Польше.
При диссидентском Комитете общественной самообороны в 1970-х действовала «Библиотека Казимежа Пужака». В 1988 диссидент-социалист Ян Юзеф Липский основал «Фонд Казимежа Пужака».
Казимеж Пужак был удостоен ряда наград Второй Речи Посполитой и Правительства Польши в изгнании — Креста Независимости, Virtuti Militari, Креста Армии Крайовой, Креста Варшавского восстания.
30 марта 1995 президиум сейма Польши назвал именем Казимежа Пужака колонный зал заседаний сената. В честь Казимежа Пужака названы улицы в Варшаве, Кракове, Ченстохове, Познани, Кросно, Млаве, Ополе, Равиче.
11 ноября 1996 президент Польши Александр Квасьневский издал указ о присвоении Казимежу Пужаку высшей польской награды — ордена Белого орла (награждение социалиста было символически важно для президента, ранее состоявшего в ПОРП). Однако дочь Пужака Мария отказалась принять награду своего отца из рук бывшего коммунистического функционера. Орден был вручён только в 2009, при президенте Лехе Качиньском.